# Пани-рада
Пани́-ра́да, Господарська рада, Рада Великого князівства Литовського — вищий дорадчий орган державної влади у Великому князівстві Литовському в XV — першій половині XVI століть (до Люблінської унії 1569 року) із широкими компетенціями в царині державного управління, законодавства, судочинства тощо.

## Історія
Виникла з боярських княжих рад спочатку як дорадчий орган при великому князі, але з кінця XV століття значно обмежила його владу. Особливе піднесення ролі великокнязівської ради сталося після обрання великим князем Казимира IV Ягеллончика королем Польщі 1447 року, який переїхав до Кракова, тільки зрідка навідуючись до Литви, а пани-рада, діючи від його імені, фактично зосередила у своїх руках верховну владу в державі. Відтоді рада панів діяла і як таємний дорадчий орган (у вужчому складі) і як повна рада, що її подеколи ототожнюють із сеймом Великого князівства (у ширшому).
До кінця XV століття була установою звичаєвого права. Згідно привілею 1492 року та привілею Сигізмунда I 1506 року найважливіші справи великий князь вирішував тільки разом з пани-радою. До питань її компетенції відносились: обрання великого князя литовського, затвердження законів, міжнародні справи, оборона князівства, великі судові справи. Мала широкі повноваження у вирішенні зовнішніх справ, внутрішнього управління, суду (над представниками привілейованих груп населення) та фінансових питань. Одночасно це завжди був орган дорадчого характеру, до якого великі князі зверталися для вирішення найважливіших державних справ. Попри свою олігархічну сутність рада панів виступала як фактор обмеження великокнязівської влади та сприяла розвиткові парламентаризму, виступивши як зародок вальних сеймів, котрі в XVI столітті помітно потіснили пани-раду в політичному житті держави.
Засідання пани-ради за участю послів повітової шляхти називалися сеймами. З середини XVI століття, у зв'язку з посиленням впливу і ролі сейму (вперше скликаний 1507 року), вплив і влада пани-ради почали зменшуватися. Остаточно сейм витіснив раду з політичної арени після Люблінської унії 1569 року. Члени пани-ради після унії мали право засідати і в сенаті Речі Посполитої.
Згідно Конституції 3 травня 1791 року Рада була ліквідована, але оскільки ця Конституція в 1792 році була скасована, то Рада проіснувала до 1795 року — третього поділу Речі Посполитої, що припинив існування незалежної держави.

## Склад
Спочатку пани-рада складалася з найвизначніших і найвпливовіших феодальних володарів (княжат і панят) та кількох представників центральної адміністрації. З перетворенням Великого князівства на централізовану державу пани-рада поповнювалася урядовцями, які займали найвищі посади в державному апараті управління (канцлер, гетьман, маршалок та ін.), намісники князя в окремих землях. Кількість членів ради зросла до 80. У процесі своєї еволюції поступово втрачала своїх членів, що не посідали урядів, замість яких зростало представництво державної адміністрації та римо-католицької церкви.
Обмежена пани-рада, як постійний таємний дорадчий орган при великому князеві, складалась з віленських біскупа, воєводи і каштеляна й троцьких воєводи та каштеляна.
Склад широкої пани-ради не був чітко окреслений, і до неї, на відміну від таємної ради, допускалися православні (за винятком духовенства), що збирались для вирішення окремих питань:
- вищі посадові особи держави (маршалок, гетьман, канцлер, підскарбій, воєводи, каштеляни, старости);
- католицькі єпископи;
- найбільші феодали.